# Fan-Gletscher
Der Fan-Gletscher ist ein Gletscher im Wrangell-St.-Elias-Nationalpark in den Chugach Mountains im Südosten von Alaska. 
Der 34,5 km lange Talgletscher hat sein Nährgebiet auf einer Höhe von etwa 2400 m an der Nordflanke des Mount Tom White. Der 2,3 km breite Gletscher strömt anfangs in überwiegend nördlicher Richtung und durchschneidet schließlich einen in Ost-West-Richtung verlaufenden Bergkamm. Anschließend wendet er sich auf seinen untersten 12 Kilometern nach Westen und endet auf einer Höhe von etwa 500 m. Die Gletscherzunge bildet die Quelle des South Fork Bremner River, einen linken Nebenfluss des Bremner River.